# Nicolò Giacchi
Nicolò Giacchi (Novara, 6 febbraio 1877 – Roma, 7 novembre 1948) è stato un generale e storico italiano, che dopo essersi distinto durante la guerra italo-turca e la prima guerra mondiale, dove fu comandante del 2º Reggimento granatieri, fu nominato direttore dell'Ufficio Storico dello Stato Maggiore dell'Esercito, ricoprendo tale incarico dal 1925 al 1931. Fu autore di numerosi libri ed articoli di Storia militare. Decorato con la Croce di Cavaliere dell'ordine militare di Savoia, due Medaglie d'argento e due di bronzo al valor militare.

## Biografia
Nacque a Novara il 6 febbraio del 1877, figlio di Alfonso e di Pierina Torelli.
Dopo aver frequentato la Regia Accademia Militare di Modena, il 6 febbraio 1894 entrò in servizio nel Regio Esercito, venendo nominato Sottotenente il 20 ottobre 1895, destinato a prestare servizio presso il 2º Reggimento granatieri. Nel 1898 il suo reggimento venne destinato alle operazioni di mantenimento dell'ordine pubblico nel ferrarese, e per questo fu promosso al grado di tenente il 29 dicembre dello stesso anno.
Tra il 1902 e il 1905 frequentò i corsi della Scuola di guerra dell'esercito. Il 9 novembre del 1907 si sposò a Roma con la signorina Clotilde Mazzitelli. Il 1º luglio 1909 fu promosso capitano, e nel 1911 venne destinato a prestare servizio nel corpo di spedizione in Libia, combattendo contro gli arabo-turchi. Rientrato in Patria, sino al 1914 prestò servizio presso l'Ufficio Storico dello Stato Maggiore dell'Esercito che a quel tempo era in via di costituzione. Pubblicò i suoi primi articoli, per lo più sui reparti ed i conflitti, sul periodico trimestrale Memorie storiche militari.
Lasciò l'incarico presso l'Ufficio Storico alla fine dell'anno. Dopo l'entrata in guerra del Regno d'Italia, il 24 maggio del 1915, combatté inizialmente sul Fronte del Carso, venendo ferito durante l'attacco a Zagora (Plava). Il 10 ottobre dello stesso anno fu promosso al grado di maggiore, e il giorno 19 assunse il comando del I Battaglione del 38º Reggimento fanteria della Brigata "Ravenna". Nel marzo del 1916 ritornò in Libia, ma nell'agosto del 1917, dietro sua domanda, ritornò sul fronte carsico. Il 20 agosto 1917 assunse il comando del 2º Reggimento granatieri, in seno alla Brigata "Granatieri di Sardegna" mantenendo tale incarico fino al 9 settembre quando fu nuovamente, e più seriamente, ferito in azione. Il 6 gennaio 1918 venne promosso al grado di colonnello, assumendo il comando delle  "Fiamme Verdi" dell'8ª Armata.
Il 15 giugno, durante l'offensiva austro-ungarica, al comando di un Gruppo tattico  contribuì a respingere un attacco sul Montello lanciato dal XXIV Corpo d'armata austro-ungarico. Per questa brillante azione fu insignito del titolo di Cavaliere dell'Ordine Militare di Savoia.
Dopo la fine della guerra ricoprì alcuni incarichi di una certa importanza, nel 1919 fu in servizio a Fiume e nel 1920 a Innsbruck.  Nel maggio del 1925 assunse l'incarico di Direttore dell'Ufficio Storico dello Stato Maggiore dell'Esercito, ricoprendolo sino al 1931. Dal 1929 fu insegnante di Storia militare presso i corsi speciali voluti dal regime fascista tenuti all'Università di Roma.
Nel periodo in cui egli diresse l'Ufficio Storico fu iniziata la pubblicazione di un nuovo periodico bimestrale, il Bollettino dell'Ufficio Storico, e furono dati alle stampe i primi volumi della Relazione ufficiale italiana sull'Esercito nella Grande Guerra. La fine di tale opera era stata prevista per la fine del 1928, ma il volume relativo alla Battaglia di Caporetto fu pubblicato solamente nel 1968.
L'11 dicembre del 1931 lasciò il suo incarico presso l'Ufficio Storico, venendo promosso generale di brigata e nominato Ispettore di mobilitazione e comandante del presidio di Genova. Nel gennaio del 1933 assunse il comando della Brigata “Granatieri di Sardegna”, incarico ricoperto fino alla fine del 1934. Promosso generale di divisione, assunse il comando della 22ª Divisione di fanteria "Cacciatori delle Alpi". Dopo lo scoppio della seconda guerra mondiale non ricoprì incarichi militari di rilievo, ma con la fine del regime fascista, avvenuta il 25 luglio 1943, si mise a disposizione del nuovo governo presieduto dal Maresciallo d'Italia Pietro Badoglio. Dopo l'armistizio dell'8 settembre svolse alcuni incarichi governativi minori. Dal 21 marzo 1944 fu commissario per la gestione temporanea delle sedi secondarie della legione volontaria "Italia" e "Giulio Cesare" e della legione "Garibaldi", e dal 5 ottobre dello stesso anno Vicecommissario dell'Unione Nazionale Ufficiali in Congedo (UNUCI). Nel marzo 1945 nel fascicolo mensile della risorta Rivista Militare pubblicò un saggio dal titolo La penisola italiana come teatro di guerra attraverso la storia.
Dopo la fine della Monarchia, con l'abdicazione di Re Umberto II, e l'avvento della Repubblica, il Ministero della difesa lo incaricò di redigere un volumetto a larga diffusione, per celebrare il centenario del 1848.
Si spense a Roma il 7 novembre del 1948.
Il comune di Sepino, città molisana in provincia di Campobasso di cui era originaria la famiglia Giacchi, gli ha intitolato una via. Inoltre Palazzo Giacchi, un pregevole edificio risalente al XVIII secolo il cui ingresso è adornato da un portico di origine romano - sannitica, è l'attuale sede del Comune di Sepino.

## Pubblicazioni
- I Cacciatori della Magra nel 1859 (l'origine della brigata Modena), Unione arti grafiche, Città di Castello, 1913.
- I granatieri di Sardegna nell'impresa libica. Contributo alla storia della brigata, Tipografia editrice moderna, Tivoli, 1914.
- Il libro d'oro del 2º reggimento granatieri, Cooperativa tipografica Egeria, Roma, 1921
- Corsi d'istruzione coloniale. Appunti di arte militare coloniale, Istituto coloniale italiano, Roma, 1922.
- Ordinamento militare italiano, Tipografia regionale, Roma, 1924.
- Il Trentino attraverso la Storia,  Ufficio Storico dello Stato Maggiore dell'Esercito, Roma, 1926
- Appunti di storia militare, Tipografia regionale, Roma, 1927.
- Il contributo degli italiani durante il periodo napoleonico: 1796-1814, Ufficio Storico dello Stato Maggiore dell'Esercito, Roma, 1927.
- I napoletani nell'esercito napoleonico, Ufficio Storico dello Stato Maggiore dell'Esercito, Roma, 1927.
- L'esercito murattiano nel 1815, Ufficio Storico dello Stato Maggiore dell'Esercito, Roma, 1927.
- Il combattimento di Pozzuolo del Friuli nell'ottobre 1917, Casa Editrice d'Arte Bestetti e Tumminelli, 1927.
- La campagna del 1849 nell'Alta Italia, con N. Brancaccio, Provveditorato generale dello Stato, Roma, 1928.
- Come si è fatta l'Italia. Sintetiche note, Tipografia regionale, Roma, 1928.
- Alberto Pollio, Ufficio Storico dello Stato Maggiore dell'Esercito, Roma, 1928.
- Gli inglesi nell'Adriatico, 1813, Ufficio Storico dello Stato Maggiore dell'Esercito, Roma, 1928.
- Dal congresso di Vienna alla pace di San Germano (1815-1919). Appunti di storia militare, Tipografia regionale, Roma, 1929.
- Le tradizioni delle armi e dei corpi: I Carabinieri Reali, Tipografia regionale, Roma, 1929.
- Giacinto Provana Ministro della Guerra nel 1848, Tipografia del Senato, Roma 1929.
- Le vicende dell'esercito della Lega (1859-1860), Tipografia del Senato, Roma 1929.
- L'Ufficio storico. Cenni monografici, con Amedeo Tosti e Luigi Susani, Tipografia regionale, Roma, 1930.
- Gli Italiani in Illiria e nella Venezia, 1813-1814, Libreria dello Stato, Roma, 1930.
- Le tradizioni delle forze armate nazionali. Sguardo sintetico, Libreria dello Stato, Roma, 1930.
- Le tradizioni delle armi e dei corpi: Cavalleria, Tipografia regionale, Roma, 1930.
- Le tradizioni delle armi e dei corpi: Artiglieria, Tipografia regionale, Roma, 1930.
- Le tradizioni delle armi e dei corpi: Bersaglieri, Tipografia regionale, Roma, 1930.
- Le tradizioni delle armi e dei corpi: Genio, Tipografia regionale, Roma, 1930.
- Le tradizioni delle armi e dei corpi: Carri armati e Servizio Chimico, Tipografia regionale, Roma, 1930.
- Le tradizioni delle armi e dei corpi: Distretti, Sussistenza ed Automobilismo, Tipografia regionale, Roma, 1930.
- Le tradizioni delle armi e dei corpi: Fanteria, Tipografia regionale, Roma, 1930.
- Le tradizioni delle armi e dei corpi: Regia Guardia di Finanza, Tipografia regionale, Roma, 1930.
- I lombardi alla difesa di Venezia, Ufficio Storico dello Stato Maggiore dell'Esercito, Roma, 1930.
- Il reggimento garibaldino alle Argonne (1914-1915), Ufficio Storico dello Stato Maggiore dell'Esercito, Roma, 1930.
- Le tradizioni delle armi e dei corpi: Alpini, Tipografia regionale, Roma, 1930.
- Napoli durante il decennio francese (1806-1915), 1930.
- Nel cinquantenario dell'occupazione francese in Tunisia,  Ufficio Storico dello Stato Maggiore dell'Esercito, Roma, 1931.
- A proposito della spedizione dei mille (rievocazioni e considerazioni), Licinio Cappelli, Bologna, 1932.
- L'Ufficio Storico dello Stato Maggiore dell'Esercito e la sua attività nel 1931, Ufficio Storico dello Stato Maggiore dell'Esercito, Roma, 1932.
- Il memento del granatiere, Tipografia regionale, Roma, 1933.
- Storia dei granatieri di Sardegna, dalle origini (18 aprile 1659) a Vittorio Veneto (4 novembre 1918): Brevi Cenni, con T. Latini e A. Rossi, Tipografia regionale, Roma, 1933.
- Il memento del fante e dell'artigliere, della divisione "Caprera", Tipografia operaia, Sassari, 1935.
- Il memento del fante e dell'artigliere, "Cacciatori delle Alpi", Tipografia G. Benucci, Perugia, 1935.
- Come si è fatta l'Italia: sintetiche note con cenni bibliografici, Tipografia regionale, Roma, 1936.
- Forze armate: Carlo Corsi storico e soldato, 1937.
- Il memento del granatiere, Tipografia regionale, Roma, 1938.
- Nel centenario della nascita del generale Antonio Baldissera, 1938.
- L'arte militare di Savoia: dal 16º al 18º secolo, Ufficio del Gabinetto del Ministero della Marina, Roma, 1940.
- Gli uomini d'arme italiani nelle campagne napoleoniche, Libreria dello Stato, Roma, 1940. *Quarant'anni coi granatieri di Sardegna  (1895-1934). Ricordi, Libreria dello Stato, Roma, 1940.
- Come si è fatta l'Italia: Sintetiche note con cenni bibliografici,  Tipografia regionale, Roma, 1941.
- Lettere inedite dell'archivio del generale Marselli, Ministero della Difesa marina, Roma, 1947.
- 1848-1948. Nel centenario, Ministero della Difesa Ufficio Storico dello Stato Maggiore dell'Esercito, Roma, 1948.

### Annotazioni
1. ↑  La sua era una famiglia di proprietari e professionisti originaria di Sepino (Campobasso), suo padre (Napoli 1845 - Sepino 1916) era un militare, ed aveva combattuto a Custoza raggiungendo in seguito il grado di tenente colonnello. Suo nonno Michele fu Senatore del Regno d'Italia dal 1876, ed ottenne il titolo nobiliare di Conte nel 1890.
2. ↑  La madre Piera (o Pierina) era figlia di Giuseppe Torelli, patriota e parlamentare piemontese.
3. ↑  La coppia ebbe una figlia, Pieretta, che morì in tenera età.
4. ↑  Deceduta a Conca della Campania il 4 dicembre 1964.
5. ↑  Composto dal 2º Reggimento bersaglieri, dal XXVII Gruppo d'assalto e da sette Squadroni di cavalleria appartenenti al XXX Corpo d'armata della 9ª Armata della riserva.
6. ↑  La sua nomina fu una scelta personale del Capo di stato maggiore del Regio Esercito, Maresciallo d'Italia Pietro Badoglio, che aveva individuato in lui la persona adatta a stendere una relazione sull'operato militare italiano nella Grande Guerra, nel tentativo di "chiudere" definitivamente le pesanti polemiche sorte intorno alla battaglia di Caporetto.
7. ↑  Il Bollettino dell'Ufficio Storico ospitò inizialmente prestigiosi articoli firmati da R. Morandi, P. Pieri e E. Michel, ma nel 1930 si trasformò in un trimestrale e sopravvisse di poco alla conclusione del suo incarico.
8. ↑  Sostituì il generale di corpo d'armata Vittorio Italico Zupelli.
9. ↑  Per sua espressa volontà, due appartamenti di proprietà della famiglia, situati a Roma, vennero donati nel 1963 dalla moglie Clotilde ai Granatieri di Sardegna affinché con la loro rendita fosse costituito un fondo da dedicare all'assistenza sanitaria delle figlie bisognose di cure dei Granatieri stessi.

### Fonti
1. 1 2 3 4 5 6 7 8  Il Granatiere n.2, aprile-giugno 2010, p. 56.
2. 1 2  Cavallaro 2010, p. 105.
3. ↑  Cavallaro 2010, p. 108.
4. ↑  UNUCI n-11/12 Speciale, novembre-dicembre 2006, p. 12.
5. ↑  Gazzetta Ufficiale del Regno d'Italia n.296 del 21 dicembre 1928.
6. ↑  Gazzetta Ufficiale del Regno d'Italia n.80 del 6 aprile 1932.